# Теорема Рыбчинского
Теорема Рыбчинского (теорема воздействия роста факторов на производство в отраслях) — составная часть модели внешней торговли Хекшера — Олина — Самуэльсона. Сформулирована в 1955 году британским экономистом Тадеушем Рыбчинским. Согласно теореме Рыбчинского, рост объёма одного из двух факторов производства приводит к непропорционально большему увеличению производства того товара, в котором интенсивно используется этот возросший фактор, и к снижению производства второго товара, использующего этот фактор относительно менее интенсивно.

## История создания
В начале XX века классическая модель внешней торговли Роберта Торренса и Давида Рикардо, предложенная ими в 1815—1817 годах, стала подвергаться критике. На смену старой модели стала формироваться неоклассическая модель внешней торговли Хекшера — Олина — Самуэльсона. В рамках новой модели была опубликована статья «Начальный запас факторов и относительные цены товаров» британского экономиста Тадеуша Рыбчинского в 1955 году. В статье была определена теорема воздействия роста факторов производства на выпуск товаров, которая стала называться теорема Рыбчинского.
В 1965 году американский экономист Р. У. Джонс к теореме Рыбчинского добавил эффект усиления Джонса о непропорциональности воздействия факторов.

## Определение
При одинаковых нормах замещения в производстве увеличение количества одного фактора приводит к расширению выпуска товара, связанного с использованием относительно большого объёма этого фактора, и к сокращению выпуска товара, связанного с использованием относительно меньшего объёма того же фактора.
Согласно эффекту усиления Джонса в случае теоремы Рыбчинского, рост объёма одного из факторов приводит к непропорционально большему росту производства в той отрасли, в которой фактор используется интенсивнее.

## Допущения
Предпосылки идентичны как для теоремы Столпера — Самуэльсона, кроме предпосылки об изменении цен, которые постоянны:
- экономика закрытая;
- страна производит два товара и имеет два фактора производства, которые делимы, мобильны и взаимозаменяемы;
- производственная функция линейная и однородная;
- ни один из товаров не используется для производства другого;
- существует совершенная конкуренция;
- предложение факторов фиксировано;
- для производства первого товара интенсивно используется первый фактор, для второго товара — второй фактор;
- оба фактора могут перемещаться между отраслями, но не между странами.

## Обоснование

Влияние роста фактора на доходы от производства

На графике «Влияние роста фактора на доходы от производства» товар 1 относительно более трудоемкий, а товар 2 относительно более капиталоемкий, тогда {\displaystyle OO1} — технология (количество труда на единицу капитала) производства трудоемкого товара 1, а {\displaystyle OO2} — технология производства капиталоемкого товара 2.
Рассматриваемая страна обеспечена трудом в количестве {\displaystyle OJ} и объёмом капитала {\displaystyle JG}, находясь в точке {\displaystyle G}. Количество факторов производства трудоемкого товара 1 производится в объёме {\displaystyle F}, а капиталоемкого товара 2 в объёме {\displaystyle E}.
После экзогенного увеличения капитала на {\displaystyle GG1} размер труда и цены на товар 1 и на товар 2 остаются неизменны. Количество факторов производства трудоемкого товара 1 становится в объёме {\displaystyle F1}, а капиталоемкого товара 2 в объёме {\displaystyle E1}. Производство капиталоемкого товара 2 в результате роста капитала возрастает на {\displaystyle EE1}, а производство трудоемкого товара 1 сократилось на {\displaystyle FF1}.
Увеличение размеров капитала приводит к пропорционально большему увеличению производства капиталоемкого товара:
{\displaystyle EE1/OE>GG1/JG}.
На графике «Влияние роста фактора на доходы от производства» продемонстрировано, что накопление добавочного капитала при производстве капиталоемкого товара А привело к сокращению выпуска товара В, так как производство товара А, где наиболее интенсивно использовался подешевевший фактор производства, переманило все мобильные факторы производства.

## Следствие теоремы
Страны экспортируют те товары, в производстве которого используется фактор производства, которым лучше обеспечены эти страны. Расширение производства на экспорт избыточного фактора приведет к падению производства в других отраслях, для которых данный фактор не является относительно избыточным. В этих отраслях возрастает потребность в импорте.
Расширение производства недостаточного фактора приведёт к росту производства в импортозамещающих отраслях и сократит потребность в импорте. Теорема Рыбчинского является общим случаем голландской болезни, то есть рост производства и экспорта в одних отраслях приводит к падению производства в других отраслях, а в отдельных случаях спад во второй отрасли превышает положительный рост производства в первой отрасли, возникает эффект разоряющего роста и деиндустриализации.
Как пример, разработка новых месторождений по добыче полезных ископаемых может затормозить развитие других отраслей, в том числе машиностроении. А интенсивное накопление капитала и рост квалификации сотрудников может привести к сокращению добычи полезных ископаемых и увеличит рост зависимости от импорта сырья.